# Roca Fairway
La roca Fairway (en inglés: Fairway Rock) es un pequeño islote ubicado en las cercanías del estrecho de Bering, que pertenece al área censal de Nome de Alaska, Estados Unidos.
Fue habitada por antiguos esquimales de la región del estrecho de Bering. La roca Fairway fue documentada por James Cook en 1778 y posteriormente nombrada por Frederick William Beechey y en 1826. Aunque se encuentra deshabitada, la isla sirve de refugio para algunas aves marinas que anidan en ella, entre ellas el alca y el mérgulo empenachado.
La roca Fairway se encuentra a 19 kilómetros de las islas Diómedes y a 32 kilómetros del cabo Príncipe de Gales. Se puede ver fácilmente desde la costa continental de Alaska; sus acantilados no representan ningún riesgo marítimo. Esta roca es administrada por el Departamento de Pesca y Vida Silvestre.